# Grofija Tirolska
(Poknežena) Grofija Tirolska (tudi Tirolsko) je bila cesarska državna posest Svetorimskega cesarstva ustanovljena okoli leta 1140. Po letu 1253 so ji vladali Goriški grofje, od 1363 pa Habsburžani. 1804 je Tirolska grofija združena s škofijo Trident in Brixen postala kronovina Avstrijskega cesarstva. Od leta 1867 je bila kot del Cislajtanije kronovina Avstro-Ogrske.
Danes je ozemlje zgodovinske kronovine ali kronske dežele razdeljeno med italijansko avtonomno deželo Trentino-Alto Adige/Südtirol in avstrijsko zvezno deželo Tirolsko. Oba dela sta danes spet povezana v enotno Evroregija Tirolska–Južna Tirolska–Trentino.
Evroregija Tirolska–Južna Tirolska–Trentino (nemško Europaregion Tirol–Südtirol–Trentino; italijansko Euregio Tirolo–Alto Adige–Trentino) je torej dežela ali regija Evropske unije (tj. evroregija), ki jo sestavljajo tri različne pokrajinske oblasti v Avstriji in Italiji: avstrijska zvezna dežela Tirolska (tj. Severna in Vzhodna Tirolska) ter italijanski avtonomni pokrajini Tirolska (Alto Adige) in Trento.